# Alcis ectogramma
Alcis ectogramma là một loài bướm đêm trong họ Geometridae.